# James Rolle
James Rolle (* 2. Februar 1964) ist ein ehemaliger US-amerikanischer Sprinter, der sich auf den 400-Meter-Lauf spezialisiert hatte.
1983 wurde er bei den Panamerikanischen Spielen in Caracas Vierter über 400 m und siegte in der 4-mal-400-Meter-Staffel.
Seine persönliche Bestzeit von 44,73 s stellte er am 2. Juli 1983 in Colorado Springs auf.